# Herpestes javanicus palustris
La mangosta de Bengala (Herpestes javanicus palustris) es una subespecie de la mangosta pequeña asiática. También se la denomina Mangosta del pantano, aunque no se la debe confundir con Atilax paludinosus, la cual a veces es denominada mangosta del pantano. Otros sinónimos son mangosta del pantano de la India y mangosta del pantano de Bengala.
Esta subespecie se encuentra en la Lista Roja de la UICN como especie en peligro de extinción.

## Hábitat
Vive cerca de grandes cuerpos de agua poco profunda, total o parcialmente cubiertos de una espesa capa de plantas acuáticas. Ocupa madrigueras en las orillas de los cuerpos de agua.

## Comportamiento y dieta
Son animales diurnos, que salen de la madriguera algunas horas después de la salida del sol. Siguen una ruta concreta para buscar alimento. Principalmente capturan peces y caracoles acuáticos (Pola globosa). Para capturar a los peces en general buscan a través de los jacintos de agua o cualquier otra cama de plantas acuáticas sin sumergirse en el agua (sólo se mojan las patas). Principalmente se encuentran en solitario, pero ocasionalmente, generalmente al atardecer, se los observa en grupos. Regresan a la madriguera justo antes de la puesta del sol.